# Андреевка (Оконешниковский район)
Андреевка — деревня в Оконешниковском районе Омской области России. Входит в состав Андреевского сельского поселения. Бывший административный центр Крестинского района, Андреевского сельского совета.

## История
Основана в 1796 году. В 1928 г. село Андреевское состояло из 224 хозяйств, основное население — русские, центр Андреевского сельсовета. С 1925 по 1929 г. административный центр Крестинского района Омского округа Сибирского края.
В 1970 году центр Андреевского сельского совета перенесён из села Андреевка в село Маяк.
В соответствии с Законом Омской области от 30 июля 2004 года № 548-ОЗ «О границах и статусе муниципальных образований Омской области» деревня вошла в состав образованного муниципального образования Андреевское сельское поселение.

## География
Расположено на юго-востоке региона, у озера Андреевское.

## Население
| 2002 | 2010 |
| ---- | ---- |
| 107  | ↘83  |

## Инфраструктура
Андреевский ДК — филиал № 15 МБУК «Оконешниковская межпоселенческая клубная система»
«Андреевская сельская библиотека», филиал № 2 МКУК «Оконешниковская межпоселенческая библиотечная система»

## Транспорт
Проходит автодорога Оконешниково — Черлак (идентификационный номер 52 ОП РЗ К-16).